# 突頜短身電鰻
突頜短身電鰻，為輻鰭魚綱電鰻目短吻電鰻科的其中一種，為熱帶淡水魚，分布於南美洲烏拉圭河及拉布拉他河流域，體長可達15.4公分，棲息在植被生長茂密的沼澤底中層水域，生活習性不明。

## 扩展阅读
維基物種上的相關：突頜短身電鰻